# Hugo ze Châlonu (1220-1266)
Hugo ze Châlonu (francouzsky Hugues de Chalon, 1220? – 1266) byl hrabě burgundský.

## Život
Narodil se jako starší syn hraběte Jana ze Châlonu a roku 1236 byl oženěn s Adélou, jednou z mnoha dcer burgundského hraběte Oty VII. z Andechsu. Manželství mělo ukončit generace trvající konflikt mezi oběma rodinami a bylo mimořádně plodné.
O dvanáct let později, roku 1248 Adéla zdědila po smrti bezdětného bratra burgundské hrabství, což se neobešlo bez mocenských třenic. Regentem hrabství se stal Hugův otec Jan ze Châlonu a Hugo, který se proti otci vzepřel, se ujal skutečné vlády až díky zásahu francouzského krále Ludvíka IX.
Zemřel roku 1266 a byl pohřben v cisterciáckém klášteře Cherlieu.